# Bondari, Burîn
Bondari (în ucraineană Бондарі) este un sat în comuna Mîhailivka din raionul Burîn, regiunea Sumî, Ucraina.

## Demografie
Componența lingvistică a localității Bondari
     Ucraineană (91,67%)
     Rusă (8,33%)
Conform recensământului din 2001, majoritatea populației localității Bondari era vorbitoare de ucraineană (91,67%), existând în minoritate și vorbitori de rusă (8,33%).